# Pantaleón Monserrat
Pantaleón Monserrat Navarro (Maella, 27 de julio de 1807 - Frascati, 21 de julio de 1870) fue un eclesiástico español, obispo de Badajoz (1862-63) y de Barcelona (1863-70).

## Biografía
Estudió derecho en Zaragoza, y se doctoró en derecho canónico y derecho civil. Ordenado sacerdote en 1832, en 1834 fue designado canónigo-arcipreste de Tarazona. Con 43 años fue nombrado Penitenciario de Zaragoza, y en 1852 le ofrecieron el decanato de Tarazona y el obispado de Vic, cargos que declinó, pero al quedar vacante la diócesis de Zaragoza ejerció de vicario capitular en 1858. En 1862 aceptó el nombramiento de obispo de Badajoz (1862-63) y el 1 de octubre de 1863 accedió al obispado de Barcelona, diócesis en la que desplegó una intensa actividad cultural y pastoral, con la instauración de las fiestas de la Merced. Se dedicó especialmente a conventos femeninos, que habían pasado a la jurisdicción episcopal en 1851, y para los que dictó normas para su buen gobierno.
Su intensa labor caritativa durante el episodio de peste de 1865 en Barcelona le comportó el reconocimiento municipal y estatal por un lado, y el afecto popular por otro. Este último se mostró durante la Revolución de 1868 con una actitud respetuosa hacia su figura y, cuando marchó hacia Roma para asistir al Concilio Vaticano I, con una despedida multitudinaria de más de 50 000 personas. En el concilio trabajó activamente como miembro de la Congregación de Disciplina Eclesiástica hasta que enfermó por fiebres palúdicas; fue atendido por los escolapios, que lo trasladaron a Frascati, donde murió. En sus disposiciones testamentarias mandó que con sus bienes se fundara en Barcelona un seminario-asilo para sacerdotes, que todavía continúa en el barrio de Les Corts bajo la advocación de San José Oriol.
Colaboró con artículos jurídicos y religiosos —en ocasión polémicos— en el Diari de Barcelona (1865-1870), cubriendo temas como la unidad católica, la tolerancia y la libertad de culto. También fue autor de conferencias, un catecismo y varias obras piadosas. Promovió la asociación propagandística de Apostolado de la Prensa, que no se fundó hasta 1871 en Barcelona.

## Obras
- Carta pastoral Badajoz: Gerónimo Orduña, 1862
- Carta pastoral que dirige al clero de su diócesis el ... al comunicarle la carta que ha recibido de Su Santidad el pontífice Pio IX en 27 de noviembre del año último Badajoz: Gerónimo Orduña, 1863
- Carta pastoral que ... dirige á sus diocesanos con motivo del jubileo concedido por S. S. en su carta encíclica Quanta cura, y la inteligencia de su doctrina Barcelona: Pablo Riera, 1865
- Nos D. D. Pantaleón Monserrat y Navarro, por la gracia de Dios y de la Santa Sede Apostólica obispo de Barcelona, ... al venerable dean y cabildo de nuestra santa iglesia catedral, á los reverendos arciprestes, párrocos, clero de nuestra diócesis, al amado pueblo fiel que el Señor nos ha confiado Barcelona: Pablo Riera, 1865
- Carta pastoral que ... dirige al clero y pueblo de su diócesis con motivo de la proximidad del santo tiempo de cuaresma Barcelona: Pablo Riera, 1866
- Carta pastoral que ... dirige á su clero y fieles diocesanos con motivo del santo tiempo de Adviento, y de las alocuciones pronunciadas por nuestro santísimo padre Pio Papa IX en el último consistorio de 29 de octubre Barcelona: Pablo Riera, 1866
- Instrucción y exhortacion pastoral que ... dirige al clero y fieles de su diócesis sobre la enseñanza de la doctrina cristiana Barcelona: Pablo Riera, 1867
- Carta pastoral Barcelona: Pablo Riera, 1868
- Consideraciones filosófico-cristianas y políticas sobre la tolerancia y libertad de cultos en España Barcelona: Pablo Riera, 1868
- Carta pastoral Barcelona: Pablo Riera, 1869
- Compendi de la doctrina cristiana: adoptat per acort de ... Pantaleón Montserrat y Navarro, Bisbe de Barcelona, y Doctor D. Joseph Caixal i Estradé, Bisbe d'Urgell Barcelona: Viuda Miró y Cª, 1872

| Predecesor: Diego Mariano Alguacil Rodríguez | Obispo de Badajoz 1862 – 1863   | Sucesor: Joaquín Hernández Herrero |
| Predecesor: Antoni Palau i Térmens           | Obispo de Barcelona 1863 – 1870 | Sucesor: Joaquim Lluch i Garriga   |